# HD 108147
Désignations
HD 108147 est une étoile de magnitude 7 située dans la constellation de la Croix du Sud en ligne directe et très proche de l'étoile Alpha Crucis, la plus brillante de la constellation. C'est une naine jaune-blanche ou jaune — la différence de couleur n'est que dans la classification, pas dans la couleur réelle — légèrement plus brillante et plus massive que notre Soleil. Le type spectral est F8V ou G0V. L'étoile est également plus jeune que le Soleil. En raison de sa distance de ∼ 127 a.l. (∼ 38,9 pc), sa luminosité est trop faible pour être visible à l'œil nu ; en revanche l'étoile est une cible aisée pour un observateur muni de jumelles. Cependant, en raison de sa position dans l'hémisphère sud, l'étoile n'est pas visible depuis l'hémisphère nord, sauf sous les tropiques.
Une planète extrasolaire en orbite autour de l'étoile a été détectée en 2000 par l'équipe des chercheurs d'exoplanètes de Genève en Suisse. Cette exoplanète est une géante gazeuse plus petite que Jupiter qui parcourt son orbite en 11 jours à seulement 0,1 unité astronomique de son étoile hôte. Cette distance est presque quatre fois plus faible que celle séparant Mercure du Soleil.
Elle ne doit pas être confondue avec HD 107148, qui possède également une planète extrasolaire découverte en 2006 dans la constellation de la Vierge.
| Planète | Masse    | Demi-grand axe (ua) | Période orbitale (jours) | Excentricité  | Inclinaison | Rayon |
| ------- | -------- | ------------------- | ------------------------ | ------------- | ----------- | ----- |
| b       | >0,40 MJ | 0,104               | 10,901 ± 0,001           | 0,498 ± 0,025 |             |       |